# Iratus: Lord of the Dead
Iratus: Lord of the Dead (с англ. — «Иратус: Повелитель мёртвых») — компьютерная ролевая игра с элементами roguelike, разработанная российской студией Unfrozen. Выход игры в ранний доступ состоялся 24 июля 2019 года для Windows; полный выход игры состоялся 23 апреля 2020 для Windows, Mac OS X и Ubuntu 18.04. Издателем игры выступила немецкая компания Daedalic Entertainment.

## Описание
В Iratus: Lord of the Dead игрок выступает на стороне зла в роли некроманта Иратуса, создавать армию живых мертвецов из частей тел поверженных врагов, улучшать подземное логово и усиливать слуг с помощью алхимии, а также исследовать запутанные этажи подземной тюрьмы, отвоёвывая их у врагов и постепенно пробиваясь к поверхности. Игрок управляет разного рода живыми мертвецами: скелетами, вампирами, зомби, банши и прочими монстрами; ему противостоят «силы добра» — религиозные фанатики. Чем больше врагов удастся победить игроку, тем больше у него будет частей тел для создания новых воинов собственной армии. Противники обладают различными способностями — так, одни из них могут бросать бомбы, способные убить персонажей в конце раунда, другие бьют своих же товарищей кнутом, повышая их характеристики. Атакуя противников, игрок может отнимать у них как очки жизни, так и очки на шкале рассудка — если он исчерпан, у игрока появляется шанс убить врага одной атакой, вызывающей у него сердечный приступ.

## Разработка
Iratus является первой игрой студии Unfrozen, созданной в том числе бывшими разработчиками серии игр Disciples. Разработчики Iratus описывают свой проект как игру в духе Darkest Dungeon, Slay the Spire и Dungeon Keeper. В апреле 2018 года разработчики сообщили о подготовке к краудфандинговой кампании на Kickstarter. Кампания по сбору дополнительных средств на создание игры началась 22 мая 2018 года и успешно завершилась 21 июня, преодолев отметку в $20,000.
Голосом Иратуса в англоязычной озвучке стал Стефан Уэйт, также известный как актёр озвучивания Калеба из серии игр Blood.
Игра разработана на движке Unity.

## Восприятие
| Сводный рейтинг       | Сводный рейтинг |
| Агрегатор             | Оценка          |
| --------------------- | --------------- |
| Metacritic            | 78/100          |
| Русскоязычные издания |                 |
| Издание               | Оценка          |
| Riot Pixels           | 82 %            |
| StopGame.ru           | Похвально       |

Iratus: Lord of the Dead получила положительные отзывы критиков. На агрегаторе Metacritic игра получила 78 баллов из 100 на основе 11 отзывов.
Катерина Краснопольская из StopGame.ru поставила игре оценку Похвально, похвалив интересную идею и захватывающий геймплей, но раскритиковав устаревший и безликий визуальный стиль, отметив в выводе: «Стоит ли игра того, чтобы провести в ней эти самые десятки часов? Я могу дать только утвердительный ответ». Обозреватель из Riot Pixels поставил Iratus: Lord of the Dead 82 %, похвалил её игровой процесс и сравнил её с Darkest Dungeon, говоря, что эта игра «увлекает не меньше».